# 도피안사
도피안사(到彼岸寺)는 대한민국 철원군 동송읍 관우리에 있는 절이다. 신라 경문왕 5년(865) 도선국사가 높이 91cm의 철조비로자나불좌상을 제조, 철원읍 율리리에 소재한 안양사에 봉안하기 위하여 가다가 잠시 쉬고 있을 때 불상이 갑자기 없어져 그 부근 일대를 찾다가 현위치에 그 불상이 안좌한 자세로 있는 것을 발견하고 그 자리에 암자를 짓고 이 불상을 모셨다 한다. 당시 철조불상이 영원한 안식처인 피안에 이르렀다 하여 절이름이 도피안사로 명명되었으며 절 내에는 도선국사가 제조한 국보 제63호인 철조비로자나불좌상과 보물 제223호로 지정된 높이 4.1m의 화강암 재료로 된 삼층석탑이 보존되어 있다.

## 문화재

### 철원 도피안사 철조비로자나불좌상
철원 도피안사 철조비로자나불좌상(鐵原 到彼岸寺 鐵造毘盧遮那佛坐像)은 국보 제63호로 지정되어 있다. 신라 48대 경문왕 5년(865년)에 제작되었으며, 머리에는 육계가 있으나 뚜렷하지 않고 불상의 얼굴은 마치 살아 있는 사람의 얼굴과 같다. 높고 안정된 이중 대좌(二重臺座) 위에 앉아 있으며, 불상의 높이는 91cm이다.

### 철원 도피안사 삼층석탑
철원 도피안사 삼층석탑(鐵原 到彼岸寺 三層石塔)은 보물 제223호로 지정되어 있다.

## 같이 보기
- 한반도 비무장 지대